# HD 113120
HD 113120，又名CP-70 1553，SAO 257003、HR 4930，是一颗恒星，视星等为6.03，位于銀經303.87，銀緯-8.63，其B1900.0坐标为赤經12h 56m 17.1s，赤緯-70° -8.63′ 15″。